# Plješevica
Plješevica (cyr. Пљешевица) – wieś w Bośni i Hercegowinie, w Republice Serbskiej, w gminie Rogatica. W 2013 roku liczyła 426 mieszkańców.